# Светлозар Лисичков
Светлозар Лисичков е български скулптор, роден в Русе.
Работи малка пластика в бронз. А също така скулптура от дърво, камък, лед, сняг, пясък. Работи също и 3D скулптура.
Участвал е многократно в симпозиуми по скулптура в България, Дания, Италия, Германия, Литва, Русия.
Творбите му са предимно сюрреалистични, но също така създава и абстрактни скулптури.
Работи и като реставратор на археологическа керамика.
Живее и работи близо до София.

## По-важни изложби
- 2010 – галерия „Nikolai“, Берлин, Германия
- 2007 – галерия „Минерва“, Grand Hotel Sofia, София
- 2006 – Български културен институт в Париж, Франция
- 2003 – галерия „Възраждане“, Пловдив
- 2001 – галерия „Galleros“, София
- 2000 – „Chateu de chevaux“, Женева, Швейцария
- 1998 – галерия „VIP“, Русе
- 1997 – галерия „Акцент“, София
- 1996 – Български културен институт в Прага, Чехия
- 1996 – галерия „Ценител“, София
- 1995 – галерия „Кристина“, София
- 1995 – галерия на Боянската църква, София